# Eleições gerais em Porto Rico em 2008
As eleições gerais porto-riquenhas de 2008 foram realizadas em 4 de novembro.